# Negaprion acutidens
Negaprion acutidens là một loài cá mập thuộc họ Carcharhinidae, phân bố rộng rãi ở các vùng biển nhiệt đới của Ấn Độ Dương-Thái Bình Dương. Loài cá mập này có liên quan chặt chẽ với loài cá mập chanh nổi tiếng hơn (N. brevirostris) ở châu Mỹ; hai loài gần như giống hệt nhau về hình dạng, cả hai loài cá mập đều có thân mập mạp với đầu rộng, hai vây lưng có kích thước gần bằng nhau, màu vàng nhẹ. Như tên gọi phổ biến của loài (cá mập chanh vây lưỡi liềm) cho thấy, chúng khác với cá mập chanh ở châu Mỹ ở hình dạng của vây giống hình lưỡi liềm. Loài cá mập lớn này phát triển chiều dài lên đến 3,8 m. Chúng thường sinh sống ở nơi có độ sâu ít hơn 92 m trong nhiều môi trường sống, từ cửa sông ngập mặn cho các rạn san hô. Là một loài động vật ăn thịt di chuyển chậm chủ yếu ăn các loài cá xương, cá mập chanh vây lưỡi liềm ít khi đi xa và nhiều cá nhân có thể được tìm thấy quanh năm tại các địa điểm nhất định. Như các thành viên khác của họ, loài cá mập này sinh sản theo phương thức noãn thai sinh.